# Cebanico
Cebanico ist ein Ort und eine nordspanische Gemeinde mit 143 Einwohnern (Stand: 2024) in der Provinz León und der Region Kastilien-León. Neben dem Hauptort Cebanico gehören die Ortschaften Corcos, Mondreganes, Quintanilla, La Riba, Santa Olaja de la Acción und Valle de las Casas zur Gemeinde.

## Lage und Klima
Cebanico liegt etwa 60 Kilometer nordöstlich von León im Nordwesten der Iberischen Meseta in einer Höhe von ca. 940 m. 
Das Klima im Winter ist rau, im Sommer dagegen trocken und warm; der Regen (858 mm/Jahr) fällt überwiegend im Winterhalbjahr.

## Bevölkerungsentwicklung
| Jahr      | 1970 | 1981 | 1991 | 2001 | 2011 | 2021 |
| Einwohner | 636  | 397  | 298  | 232  | 188  | 141  |

Aufgrund der durch die Mechanisierung der Landwirtschaft und der Aufgabe von bäuerlichen Kleinbetrieben ausgelösten Landflucht ist die Bevölkerung des Dorfes seit der Mitte des 19. Jahrhunderts kontinuierlich gewachsen.

## Sehenswürdigkeiten

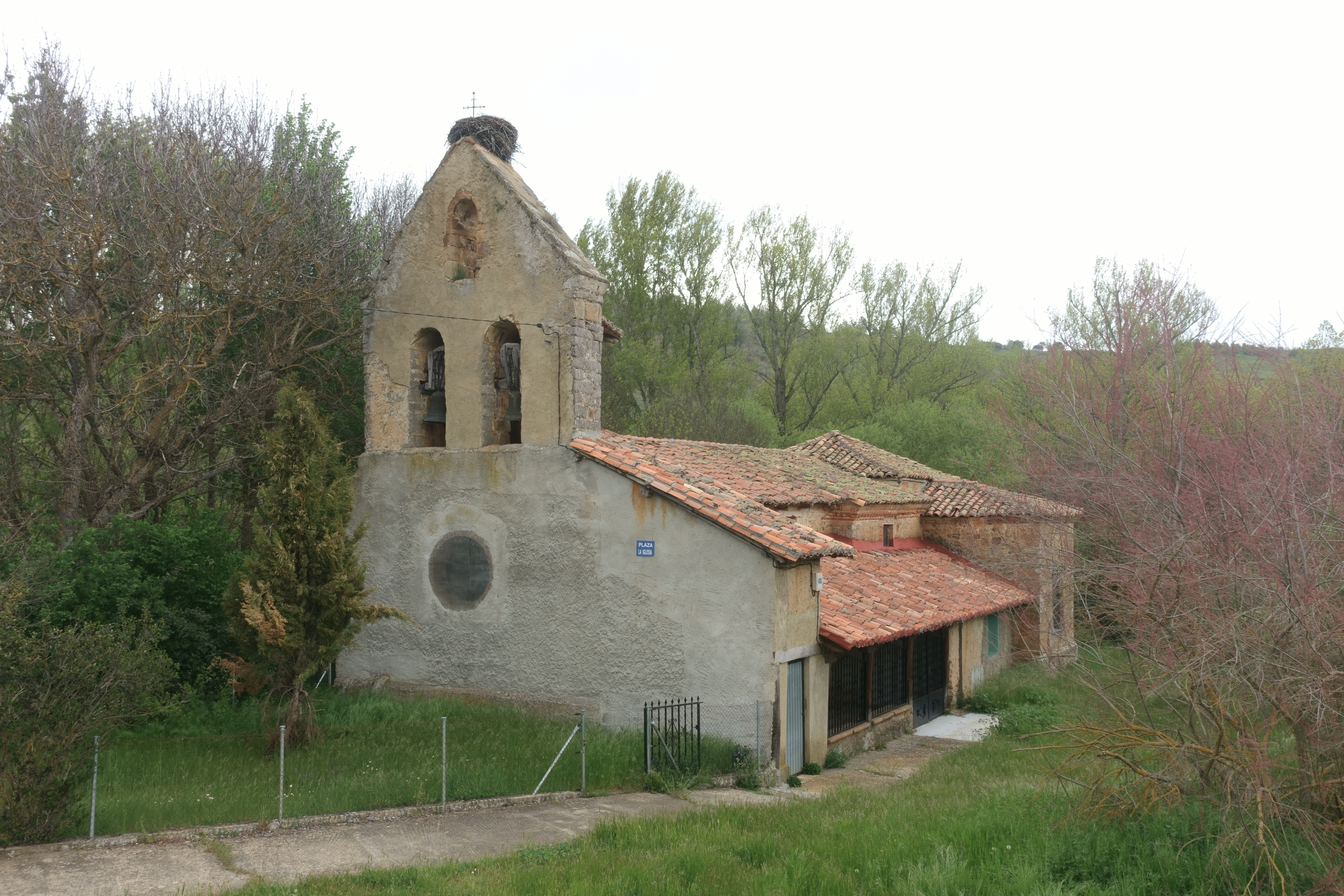
Peterskirche
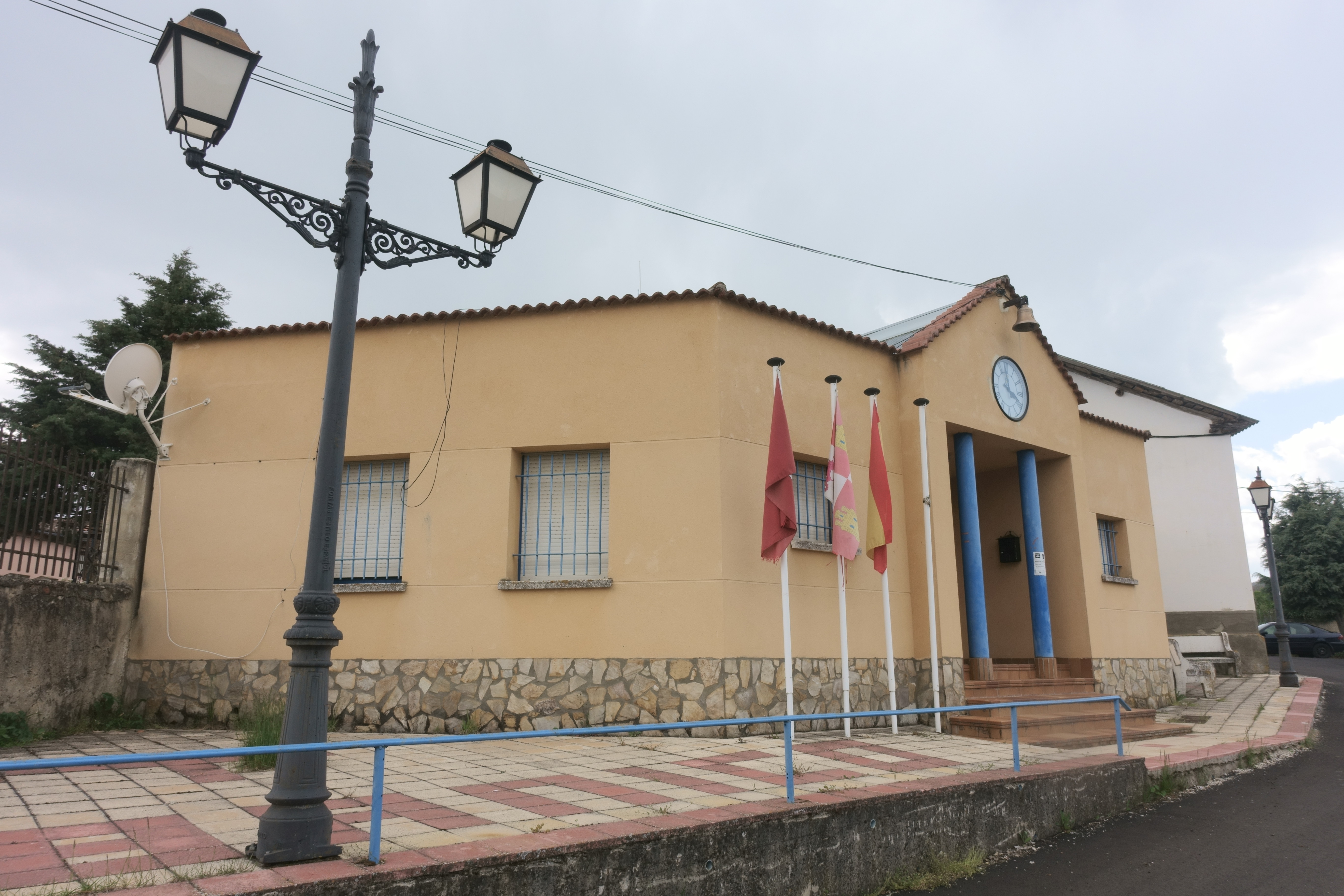
Rathaus

- Peterskirche
- Rathaus